# سیدی ربیع
سیدی ربیع (به عربی: سيدي الربيع) یک شهرداری در الجزایر است که در استان مدیه واقع شده‌است.